# Тречента
Тречента (итал. Trecenta) — коммуна в Италии, располагается в провинции Ровиго области Венеция.
Население составляет 3147 человек, плотность населения составляет 90 чел./км². Занимает площадь 35 км². Почтовый индекс — 45027. Телефонный код — 0425.
Покровителем коммуны почитается святой Георгий, в честь которого освящён приходской храм, празднование 23 апреля.